# Porobelba spinosa
Porobelba spinosa är en kvalsterart som först beskrevs av Sellnick 1920.  Porobelba spinosa ingår i släktet Porobelba och familjen Damaeidae. Inga underarter finns listade i Catalogue of Life.